# موسى براون
موسى براون (23 سبتمبر 1738، 6 سبتمبر 1836). أمريكي مناهض للعبودية وصناعي من نيو إنغلاند، موّل تصميم وبناء بعضٍ من أولى المنشآت الصناعية للغزل خلال الثورة الصناعية في الولايات المتحدة، من بينها مصنع نسيج سلاتر. شارك أيضًا في تأسيس جامعة براون.

## نشأته
كان براون ابنًا لجيمس براون الثاني وهوب باور براون ونشأ في بروفيدانس بولاية رود آيلاند. كان حفيد القس المعمداني جيمس براون (1666 – 1732)، وكان والده تاجرًا ثريًا. نشطت العائلة في مجال تقطير الروم (شراب مسكر)، وامتلكت فرنًا للحديد، وشاركت في مجموعة متنوعة من من الأنشطة التجارية تضمنت رحلات العبيد المشؤومة سيئة السمعة على متن سفينة سالي سنة 1764. توفي والد موسى براون سنة 1739، وتربى موسى لدى عائلة عمه أوباديا براون، الذي كان مسؤولًا رئيسيًا عن إدارة أعمال شركة للعنبر. بعد وفاة أوباديا سنة 1762، أصبح موسى وصيًا على الشركة. قسم الحصص في مجالي الزراعة والنقل الشحن بين موسى وإخوته الثلاثة، نيكولاس، وجوزيف، وجون، وتغير اسم الشركة إلى نيكولاس براون وشركاه. شارك الإخوة الثلاثة في تأسيس كلية في مستعمرة رود آيلاند الإنجليزية ومزارع بروفيدانس، أعيدت تسميتها لاحقًا إلى جامعة براون على اسم ابن نيكولاس. نشطت العائلة في مجتمع بروفيدانس المعمداني وكانوا متحدرين من تشاد براون (حوالي 1600 – 1650*، وهو قس معمداني شارك في تأسيس بروفيدنس مع روجر وليامز. كان لموسى أخت تدعى ماري.
كان زوج شقيقة براون وشريك العمل جابيز بوين شخصية سياسية بارزة في رود آيلاند. تمايز موسى براون عن بقية عائلته في نهاية المطاف بتحوله إلى الكويكرية (جمعية الأصدقاء الدينية).
توجد حاليًا خزانة ذات أدراج تعود لبراون محفوظة ضمن مجموعة خاصة. من المحتمل أنها صنعت في بروفيدانس، رود آيلاند.
تزوج موسى براون ابنة عمه آنا براون (ابنة عمه أوباديا) سنة 1764. أنجبا طفلين: سارة (1764 – 1794، تزوجت من ويليان آلمي) وأوباديا (1771 – 1822)، وابنة ماتت في الصغر. عمل موسى نائبًا في جمعية رود آيلاند العامة بين عامي 1764 و1771، وعمل في لجنة لمعارضة قانون الطابع سنة 1765. في العام 1769، شارك في الجهود الرامية إلى نقل الكلية في مستعمرة رود آيلاند الإنجليزية ومزارع بروفيدنس من وارين في رود آيلاند إلى بروفيدانس. تبرع الأخوة براون الأربعة بقطعة أرض تعود للعائلة ورثوها من تشاد براون من أجل الحرم الجديد.
توفيت زوجة براون آنا سنة 1773. تقاعد تدريجيًا من العمل العائلي وبدأ بالمشاركة في الاجتماعات التي عقدتها جمعية الأصدقاء الدينية (الكويكرز). في السنة التالية، وبتأثره بمدرس ابنه، جوب سكوت، أصبح عضوًا رسميًا في جمعية الأصدقاء الدينية.

## الثورة الأمريكية
بعد اعتقال أخيهم جون براون في قضية غاسبي التي ساهمت في اندلاع الحرب الثورية الأمريكية، قدم موسى وجوزيف براون اقتراحًا للإنجليز في بوسطن يقضي بوقف استعدادات رود آيلاند لمقاومة السلطة الملكية إذا ما أطلق سراح جون براون.

## أواخر حياته
تزوج براون سنة 1779 زوجته الثانية، ماري أولني، التي كانت زميلة له من الكويكر. امتد زواجهما 18 عامًا ولم ينجبا أطفالًا.
في عام 1788، عاد براون لفترة لفترة وجيزة إلى عالم الأعمال التجارية، فشرع بالمجازفة في مشروع للغزل والنسيج بالاشتراك مع ابن عمه سميث براون وصهره القادم ويليام ألمي. أبدى موسى براون اهتمامه بالمحاولات البريطانية الأخيرة لاستخدام الطاقة المائية في مصانع النسيج، ووظف مهاجرًا إنجليزيًا يدعى سامويل سلاتر سلاتر للمساعدة في بناء مصنع مماثل في بوتكيت، رود آيلاند. في عام 1790، أصبح المصنع أول معمل الغزل يعمل بالماء في أمريكا، وهو حدث اكبير اعتبر عمومًا ولادة للثورة الصناعية الأمريكية. سرعان ما حل أوبيديا، ابن موسى، شريكًا محل سميث براون، برفقة سامويل سلاتر أيضًا، لإنشاء شركة جديدة هي ألمي، براون آند سلاتر. انسحب موسى براون بعد فترة وجيزة من المشاركة الفعالة في الشركة، ولكنه بقي شريكًا فيها.
بعد نهوض آلمي وبراون وسلاتر في العمل، انتقل موسى براون إلى مجموعة متنوعة من الأنشطة الجديدة. لعب دورًا في تصديق رود آيلاند على الدستور الأمريكي سنة 1790. كما أبدى اهتمامه أيضًا بالتجارب الزراعية في مزرعته في بروفيدنس، وساعد في تأسيس جمعية رود آيلاند الزراعية سنة 1800. استلم منصبًا في مجلس إدارة بنك بروفيدنس، وكان أمين صندوق شركة سينترال بريدج. ساهم برفقة ابنه أوباديا في تأسيس جمعية الكتاب المقدس لرود آيلاند. كان من بين أشد لممارسات النظام الصحي خلال وباء الحمى الصفراء عام 1797. جلب لاحقًا لقاح الجدري إلى رود آيلاند.
توفيت زوجة براون الثانية ماري عام 1798، وتزوج زوجته الثالثة والأخيرة، الأرملة فيبي (ووترمان) لوكوود، عام 1799. كان لديها عدة أبناء كبار: سارة (1773 – 1832، تزوجت إ. بيتس هاريس)، آفيس (1774 – 1831، لم تتزوج)، بينوني (1777 – 1852)، وفيبي (1778 – 1800). بعد وفاة زوجته الثالثة سنة 1809، بقي موسى غير متزوج طيلة السنوات 27 الأخيرة من حياته.
استلهم براون من حرب عام 18012 للعمل من أجل السلام، وكان له دور بارز في تأسيس جمعية رود آيلاند للسلام سنة 1818. تمسك بمنصب الكويكرز الأرثوذكس وعزز موقفه بأن على الكويكرز مقاومة ضرائب الحرب.
كان التاريخ المحلي واحدًا من اهتماماته الأخرى. لعب براون دورًا مهما في جمع الوثائق المتعلقة بالتاريخ الاستعماري لرود آيلاند، والتي ورث العديد منها من عائلته. جمع معلومات عن سيرة حياة زميله المعاصر المناهض للعبودية، الإنجيلي المعروف باسم «الصديق العالمي الشعبي (جيميما ويلكينسون)». كان عضوًا مؤسسًا في جمعية رود آيلاند التاريخية، وشغل منصب رئيس الجمعية، وتركت أغلب أوراقه هناك بعد وفاته. انتخب براون أيضًا عضوًا في الجمعية الأمريكية للآثار سنة 1815.
ترك براون خلفه عددًا قليلًا من أفراد العائلة، إذ تزوج ثلاث زيجات، وأنجب ثلاثة أبناء، وربى أربعة أبناء لزوجاته. عند وفاته، كانت ذريته الوحدة هي حفيدته آنا (آلمي) جنكينز (1790 – 1849) وأبناؤها. ترك الكثير من أملاكه لسارا (لوكوود) هاريس (1773 – 1832)، ابنة زوجته، ولجمعية الأصدقاء. كان ابنه أوبيديا قد تزوج، لكنه لم يرزق بأبناء. دفن براون في قسم الكويكرز من أرض المدفن الشمالي في جادة برانس 5 في بروفيدنس، رود آيلاند.

## نشاطه في مناهضة العبودية
في أعقاب الفشل المالي والمأساة البشرية لدوره وأخوته في تجارة الرقيق، قاطع موسى أخوته ورفضه تمويل ذلك العمل. لاحقًا، بعد أن أصبح فردًا من الكويكرز، بدأ حملة طويلة ضد العبودية، وسرعان ما أصبح مقاومًا رائدًا لتجارة الرقيق في رود آيلاند. في سنة 1773، بعد تسع رحلات لسفينة سالي، حرر آخر فرد من رقيقه. خلال الحرب، عزز مناهضة للعبودية بصحبة ثلة من القساوسة والمدرسين في الكلية، التي توقفت عن العمل بشكل مؤقت نتيجة تعيين جنود من القوات البريطانية في حرمها. بعد انتهاء الاقتتال، جدد براون جهوده ضد تجارة الرق. رفع عريضة للجمعية العامة سنة 1783 لم يتككلها النجاح، وكتب بشكل متكرر في الصحافة المحلية، وساعد في توزيع مطبوعات مناهضة للعبودية في كافة أنحاء نيو إنغلاند. كان له دور بارز في إقرار قانون عام 1787 يحظر مشاركة سكان رود آيلاند في تجارة الرق.